# Monumento al gallo nero
Il monumento al gallo nero è sito a Gaiole in Chianti, in provincia di Siena, in Piazza Bettino Ricasoli.

## Descrizione
La statua è in ferro, è alta tre metri e venti centimetri, è stata realizzata da Fabio Zacchei.